# Psednos harteli
Psednos harteli és una espècie de peix pertanyent a la família dels lipàrids.

## Descripció
- Fa 4,8 cm de llargària màxima.
- Nombre de vèrtebres: 47.[5]

## Hàbitat
És un peix marí i batidemersal que viu entre 0-1.008 m de fondària.

## Distribució geogràfica
Es troba a l'Atlàntic nord-occidental: l'est de Nord-amèrica.

## Observacions
És inofensiu per als humans.